# Juan Sebastían Sánchez
Juan Sebastián Sánchez (nacido el 29 de junio de 1997) es un futbolista peruano nacionalizado estadounidense que juega como delantero .

## Carrera

### Carrera temprana
Nacido en Perú, Sánchez se mudó a Estados Unidos cuando tenía once años.  Se incorporó al club local, Munay Soccer Academy, donde jugó durante tres años.  Luego se unió a la academia de los New York Red Bulls .  Durante la temporada 2014/15 Sánchez lideró al Red Bulls U17/U18 con 17 goles en 21 partidos. A pesar de presentarse para NYRB II, Sánchez pudo mantener su elegibilidad universitaria y se unió al Tulsa Golden Hurricane en agosto de 2015.

### USL
El 27 de enero de 2015 se anunció que Sánchez sería parte del campamento de pretemporada del primer equipo de los Red Bulls en Florida .  Luego, el 27 de marzo, se anunció que formaría parte del equipo New York Red Bulls II que jugaría en la United Soccer League, la tercera división del fútbol en Estados Unidos.  Sánchez luego hizo su debut con los Red Bulls II al día siguiente contra los Rochester Rhinos . Entró como suplente en el minuto 79 cuando los Red Bulls II empataron el partido 0-0.  El 25 de julio de 2015, Sánchez anotó su primer gol con Red Bulls II en la victoria por 4-3 sobre Richmond Kickers. 

### Internacional
A pesar de nacer en Perú, Sánchez ha sido convocado a la selección U18 de Estados Unidos . 